# Rubén Cantú (Veraguas)
Rubén Cantú es un corregimiento del Distrito de Santa Fe en la provincia de Veraguas, República de Panamá. La localidad tiene 1.160 habitantes (2010).
Toma su nombre de un piloto de avión que transportaba enfermos y mercancías en la zona de Santa Fe, cuando aún no existían carreteras. Falleció en un accidente de avión el 8 de diciembre de 1967.